# Gerinne 613986
Gerinne 613986 ist ein 1200 Meter langer Gebirgsbach im Ort Zeiringgraben, der einen hinteren Bereich des gleichnamigen Tals durchfließt und in den Zeiringbach mündet.